# 아센도나누스
아센도나누스(학명:Ascendonanus nestleri)는 단궁강 바라놉스과에 속하는 단궁류이다. 지금은 멸종된 종으로서 전체적인 몸길이가 40cm인 소형급의 단궁류에 속한다.

## 특징
아센도나누스(Ascendonanus, "등반하는 난쟁이"라는 뜻이다.)는 독일의 페름기 전기에서 멸종된 바라노피드 암니오테속이다. 그것은 현재 알려진 가장 초기의 특화된 수목성 척추동물이며 포유류와도 밀접한 관련이 있지만 작은 도마뱀을 닮았다. 아센도나누스의 화석은 피부, 비늘, 비늘, 반점, 골상골, 그리고 몸의 윤곽을 포함하고 있기 때문에 특별한 과학적으로 중요한데 이는 포유류의 가장 오래된 친척들 중 일부가 비늘이 있는 "레프틸리안형"의 외모를 가졌음을 보여준다. 이 동물은 약 40cm의 길이로, 강하게 구부러진 발톱, 짧은 사지, 가늘고 긴 몸통, 그리고 긴 꼬리를 가지고 있었다. 그것은 곤충과 다른 작은 절지동물을 먹이로 삼았을 육식동물일 것이다. 아센도나누스는 2018년에 독일 켐니츠시 아래에 보존된 초기 페름기 열대 화석림인 켐니츠 석화림에서 발견된 5마리의 유골에서 이름을 따왔다. 2억 9천 100만년전에 폼페이와 같은 화쇄성 화산 폭발로 숲이 매몰되고 최상층(사크마리안 후기/아틴스키 초기 과도기)에 제이스이그왈드의 굉장한 수평선(지평선)이 생성되어 화산재 하층에 예외적으로 상세하게 살았던 동물들 중 일부가 보존되었다. 모식종 이름인 아센도나누스 네슬레리는 아센도나누스의 표본이 보관되어 있는 켐니츠 자연사 박물관(MNC)의 오랜 지역 후원자(사망)인 크누트 네슬러의 이름을 따왔다. 아센도나누스의 몸길이는 약 40cm였지만 모든 표본에서 꼬리 끝부분이 빠졌고 현재 전신의 길이는 알려져 있지 않다. 이것은 일반적으로 관련이 없는 모니터 도마뱀과 비슷한 초기 시냅스과 그룹인 바라노피드(Branopidae)의 가장 작은 종으로 알려져 있다. 아센도나누스를 "펠리코사우루스" 등급의 시냅스과로 식별하는 특징들은 두개골의 단일 측두엽 개구부(Fenestra), 척추 중심부 하부의 능선, 골반 장골의 확장된 날을 포함한다. 발견된 아센도나누스의 5개의 화석은 강하게 압축되어 있으며 연조직의 잔해와 일부 내부 특징과 함께 부분 또는 거의 완전한 관절 골격을 드러내는 평평한 카운터랩으로 분할되었다. 그러나 뼈의 소재 자체가 명확하게 보존되지 않은 경우가 많아 일부 세부 사항에 대한 해석이 더 어려웠다. 그 샘플들은 추가 정보를 밝히기 위해 CT 스캔을 했다.뼈의 골화로 미루어 볼 때에 모든 개체는 약간의 크기 차이에도 불구하고 완전히 성장한 것으로 보인다. MNC-TA0924로 명명된 표본은 두개골의 가장 명확한 세부사항을 제공하기 때문에 아센도나누스 네슬레리의 진단 완모형이 되었다. 가장 주목할 만한 표본(MNC-TA1045)은 카운터랩에 있는 거의 모든 동물의 명확한 신체 윤곽을 보존하여 팔다리와 목의 두께와 비늘의 전체 덮개를 보여준다. 시간의 경과에 따른 압박으로 인해 두개골의 형태가 상대적으로 평평한지 또는 더 높은지 알 수 없다. 코끝은 어떤 표본에서도 잘 보존되어 있지 않다. 궤도는 매우 크지만 안구를 지탱하는 경화 고리는 골화되지 않았다. 어떤 표본들은 윗눈꺼풀의 피부에 박혀있던 수십 개의 작고 둥근 피부 뼈나 소골을 보존한다. 이러한 눈꺼풀 골격은 현재 다른 양막류에서는 알려져 있지 않지만 시냅시드와 밀접하게 관련되지 않은 비암모테테테트라포드 그룹인 일부 이소로피드 분추류 양서류에서 발견되었다. 아센도나누스의 눈꺼풀 골격은 독립적으로 진화했을 수도 있고 초기 테트라포드에서 보존된 고대의 특징일 수도 있다. 이러한 눈꺼풀 골격은 몇몇 조류 공룡을 포함한 후기의 비시냅스류 그룹에서 눈구멍 위로 진화한 안검골이라고 불리는 막대기 모양의 피부 뼈와 구별된다. 뾰족한 치아는 납작한 단면, 톱니 또는 칼날이 없는 가늘고 위턱은 적당히 굽어져 있고 아래턱은 곧게 펴져 있다. 아센도나누스는 긴 몸통 부분에서 다른 바라노피드와 현저하게 다른데 대부분의 시냅시드에서 26개였던 것에 비해 34개에서 37개의 전각추골을 가지고 있다. 그것은 아랫부분을 따라 촘촘한 배갈비 또는 위턱을 가지고 있다. 그것의 꼬리의 전체 길이는 현재의 화석에 근거해 알려져 있지 않지만 그것은 묘사된 다른 바라노피드류보다 길었고 매우 긴 꼬리를 가진 나무에 사는 도마뱀들과 비슷하게 등반하는데 균형을 잡는 데 도움을 줄 것이다. 꼬리의 원위부가 다루기 쉬웠는지는 알려지지 않았다. 앞다리는 거의 뒷다리만큼 길지만 두 다리 모두 줄기의 길이에 비해 매우 짧다. 다리 부분은 길고 가느다란 숫자와 함께 확대된다. 다른 바라노피드와는 달리 아센도나누스의 발톱은 매우 강한 곡률을 가지고 있다. 굽은 발톱과 긴 네 번째 숫자를 포함한 발 크기와 모양은 아센도나누스가 "잡는" 등반가라기보다는 "붙어 있는" 등반가였을 것이라는 것을 보여준다. 이 표본들은 살아있는 스쿼메이트와 대룡과 비슷하게 그들의 몸 위에 규칙적인 비늘무늬가 있다는 것을 보여주는데 이는 석탄기에 시냅시드와 용각류(해충류)로 갈라지기 전에 건조하고 비늘이 많은 피부가 초기 양막류에 존재했음을 암시한다. 일부 시냅스 그룹은 나중에 맨살, 선상 피부를 발달시켰고 결국 포유류의 특징이 된 털과 수염을 가지고 있었다. 몇몇 바라노피드들과 달리 아센도나누스는 등을 따라 몸통 윗부분에 등뼈가 없다. 그러나 꼬리의 중간 부분에는 작은 반점이 덮여 있으며 이는 현재의 모든 표본에서 꼬리 끝이 없는 곳까지 계속된다. 보존된 몸의 윤곽은 아센도나누스가 짧은 뒷다리에다 통통한 목과 근육질의 허벅지(대퇴골 자체는 상대적으로 얇지만 말이다.)를 가지고 있는 반면에 줄기와 앞다리는 상대적으로 가늘다는 것을 증명하여 보여준다. 현재의 아센도나누스의 모든 화석은 2008년 4월부터 2011년 10월까지 켐니츠의 힐베르스도르프 지구에 있는 켐니츠 자연사 박물관의 시험 발굴 중에 발견되었다. 그 장소는 24m x 18m의 구덩이로 제한되었고 최소 5m 깊이의 구덩이로 제한되었으며 이 도시에서 실시된 최초의 체계적인 과학 발굴이었다. 박물관은 2014년에 소넨버그 지역에서 더 광범위하고 지속적인 두 번째 발굴 작업을 시작했다. 연구팀은 힐버스도르프 유적에서 나무와 식물의 화석을 발견한 것 외에도 척추동물(시냅스, 분추류, 아이스토포드)과 절지동물(스콜피온, 관절류, 거미류)의 유골을 발견했으며 이 중 일부는 나중에 과학의 새로운 종으로 밝혀졌다. 화산 폭발의 초기 단계 동안에 솟아오른 운율 마그마가 지하수와 접촉하여 용암을 수증기와 혼합된 작은 조각으로 폭발시켰고 그 결과 젖은 비교적 차가운 미세한 화산재 입자가 떨어졌다. 초기 재층이 땅을 덮고 나뭇잎을 떨어뜨렸지만 줄기는 그대로 있었다. 모든 아센도나누스 표본은 화산 폭발에 의해 제거된 후 또는 호흡하는 화산재 입자 또는 유독 가스에 의해 극복된 후 또는 아마도 치명적인 온도에 의해 동물들이 첫 번째 화산재 위로 떨어진 것으로 보이는 직립 화석 나무 밑부분 근처에서 발견되었다. 젖은 재의 두 번째 추락은 아센도나누스의 개체와 숲 바닥에 있던 다른 동물들을 약 53cm 깊이까지 빠르게 묻었고 부패를 방지하고 부드러운 조직의 상세한 흔적이나 흔적과 함께 사체를 보존했다. 축축한 화산재 층의 화석 식물 재료는 탄 흔적이 없어 화산재의 온도가 280°C 미만이었음을 보여준다. 이후에 화산 폭발의 더 격렬한 단계는 제이스이그왈드의 엄청난 지평선(총 깊이 4m)의 대부분을 구성하는 더 깊은 고온 화쇄성 물질의 퇴적물에 젖은 화산재 층을 덮었다. 매설된 직립 나무들의 위쪽 줄기와 가지들은 땅에서 약 1m에서 3m 이상 떨어져 나갔다.

## 생존시기와 서식지와 화석의 발견
아센도나누스가 생존했었던 시기는 고생대의 페름기로서 지금으로부터 2억 9000만년전~2억 4500만년전에 생존했었던 종이다. 생존했었던 시기에는 유럽을 중심으로 하여 당시에 존재했었던 산림에서 주로 서식했었던 도마뱀이다. 화석의 발견은 2018년에 독일의 페름기에 형성된 지층에서 독일의 고생물학자들에 의하여 처음으로 화석이 발견되어 새롭게 명명된 종이다.

## 같이 보기
- 파충류
- 고생대
- 페름기
- 도마뱀
- 화석